# 流通業務の総合化及び効率化の促進に関する法律
流通業務の総合化及び効率化の促進に関する法律（りゅうつうぎょうむのそうごうかおよびこうりつかのそくしんにかんするほうりつ、平成17年法律第85号）は、物流に関する法律である。略称は物流総合効率化法。
流通業務の効率化を図る事業に対する計画（総合効率化計画）の認定や支援措置等について定める。主務大臣は国土交通大臣、経済産業大臣、農林水産大臣。総合効率化計画の認定は事業者からの申請により行われる。支援措置としては
- 営業倉庫に対する法人税や固定資産税・都市計画税の減免制度
- 市街化調整区域に物流施設を建設する場合の開発許可に関する配慮
- モーダルシフト等の取り組みに対する計画策定経費や運行経費等の補助 などがある。

## 構成
- 第1章 総則（第1条・第2条）
- 第2章 基本方針（第3条）
- 第3章 総合効率化計画の認定等（第4条 - 第7条）
- 第4章 流通業務総合効率化事業の促進（第8条 - 第25条）
- 第5章 雑則（第26条 - 第29条）
- 第6章 罰則（第30条・第31条）
- 附則